# Bernhard Ditteney
Bernhard Ditteney (* 6. Mai 1933 in Porto Feliz de Mondahy, Brasilien; † 22. Juni 2010) war ein deutscher Jurist und langjähriger Landrat des Landkreises Karlsruhe.

## Biografie
Nach dem Abitur am Weinheimer Realgymnasium studierte er Rechtswissenschaft in Heidelberg und Tübingen und trat nach dem zweiten Staatsexamen in den öffentlichen Dienst des Landes Baden-Württemberg ein. Zunächst war er Mitarbeiter beim Landratsamt Emmendingen sowie danach beim Regierungspräsidium Karlsruhe, wo er Leiter des Referats „Materielles Polizeirecht“ war und 1965 als Regierungsrat auf Lebenszeit verbeamtet wurde.
Von 1967 bis 1969 war er Referent für Baurecht beim Regierungspräsidium Karlsruhe. Im März 1969 promovierte er zum Dr. iur. in Heidelberg. Im Mai 1969 wurde er Leiter des Amtes für Baurecht des Landratsamtes Karlsruhe. In dieser Funktion war er in führender Position an der Vorbereitung der Kommunalgebietsreform von 1970 beteiligt.
Nach dem Ausscheiden von Landrat Joseph Groß wurde er 1971 zunächst als dessen Nachfolger Amtsverweser des alten Landkreises Karlsruhe. Als nach der baden-württembergischen Kreisreform vom 1. Januar 1973 der Landkreis Karlsruhe um den kompletten Landkreis Bruchsal sowie um insgesamt 10 Orte der Landkreise Sinsheim, Vaihingen, Pforzheim und Rastatt auf seinen heutigen Umfang vergrößert wurde, wurde er zunächst zum Amtsverweser dieses neuen Großkreises bestellt.
Am 18. Juli 1973 wurde Ditteney schließlich erstmals zum Landrat des Landkreises Karlsruhe gewählt. Nach seinen Wiederwahlen durch den Karlsruher Kreistag 1981 und 1989 war er bis zu seinem Eintritt in den Ruhestand 1997 im Amt. Während seiner mehr als 24-jährigen Tätigkeit als Landrat widmete er sich neben dem Ausbau der Infrastruktur durch Baumaßnahmen in den Bereichen Verkehr, Bildung und Gesundheitswesen auch der „kommunalen Außenpolitik“ durch die Eingehung von Partnerschaften mit der Grafschaft Gwent in Wales 1978 sowie mit der Region Scha’ar HaNegev in Israel 1992.
Für seine Verdienste wurde ihm neben dem Verdienstkreuz 1. Klasse der Bundesrepublik Deutschland (1997) und der Goldenen Ehrenmedaille des Landkreises Karlsruhe auch die Ehrenbürgerwürde der Partnerschaftskreise Gwent und Sha'ar Hanegev verliehen.